# Campeonato Piauiense de Futebol de 1984
O Campeonato Piauiense de Futebol de 1984 foi o 44º campeonato de futebol do Piauí. A competição foi organizada pela Federação Piauiense de Desportos e o campeão foi o Flamengo.

## Premiação
| Campeonato Piauiense de Futebol de 1984 |
| --------------------------------------- |
| FLAMENGO Campeão (11º título)           |